# Dysdera flagellifera aeoliensis
Dysdera flagellifera là một phân loài nhện trong họ Dysderidae.
Loài này thuộc chi Dysdera. Dysdera flagellifera aeoliensis được miêu tả năm 1973 bởi Alicata.